# Intervallum
Intervallum è un singolo del cantautore polacco Mariusz Duda, pubblicato il 28 dicembre 2022.

## Descrizione
Si tratta di una composizione strumentale della durata di oltre 27 minuti realizzata a seguito delle sessioni di registrazione dell'album ID.Entity dei Riverside, gruppo di cui Duda fa parte. Come spiegato dall'artista stesso, la musica è un omaggio al musicista greco Vangelis, scomparso nello stesso anno, e alcuni elementi presenti in Intervallum richiamano lo stile adottato nella raccolta Eye of the Soundscape, pubblicata dai Riverside nel 2016.

## Tracce
Musiche di Mariusz Duda.
1. Intervallum – 27:09

## Formazione
- Mariusz Duda – sintetizzatore, produzione
- Magda Srzedniccy – produzione, registrazione, missaggio, mastering
- Robert Srzedniccy – produzione, registrazione, missaggio, mastering
- Hajo Müller – copertina